# Џорџтаун (округ Бивер, Пенсилванија)
Џорџтаун (енгл. Georgetown, Beaver County) град је у америчкој савезној држави Пенсилванија.

## Демографија
По попису из 2010. године број становника је 174, што је 8 (-4,4%) становника мање него 2000. године.
| Група             | 2000.        | 2010.       |
| Белци             | 182 (100,0%) | 173 (99,4%) |
| Афроамериканци    | 0 (0,0%)     | 0 (0,0%)    |
| Азијати           | 0 (0,0%)     | 0 (0,0%)    |
| Хиспаноамериканци | 0 (0,0%)     | 0 (0,0%)    |
| Укупно            | 182          | 174         |